# Marcalgergelyi, Veszprém
Marcalgergelyi  este un sat în districtul Pápa, județul Veszprém, Ungaria, având o populație de 403 locuitori (2011). 

## Demografie
Componența etnică a satului Marcalgergelyi
     Maghiari (100%)
Componența confesională a satului Marcalgergelyi
     Luterani (42,93%)
     Romano-catolici (26,3%)
     Fără religie (8,44%)
     Reformați (4,47%)
     Necunoscută (17,87%)
Conform recensământului din 2011, satul Marcalgergelyi avea 403 locuitori. Din punct de vedere etnic, majoritatea locuitorilor (100,0%) erau maghiari. Nu există o religie majoritară, locuitorii fiind luterani (42,93%), romano-catolici (26,3%), persoane fără religie (8,44%) și reformați (4,47%). Pentru 17,87% din locuitori nu este cunoscută apartenența confesională.